# Влеймен
Влеймен (нід. Vlijmen) — місто в нідерландській провінції Північний Брабант. Входить до муніципалітету Гесден.
Його площа становить 13,63 км², а населення станом на 2021 рік складало 15 145 осіб.
До 1997 року мало статус окремого муніципалітету.

## Визначні уродженці
- Майкл ван Гервен — професійний гравець у дартс

## Галерея

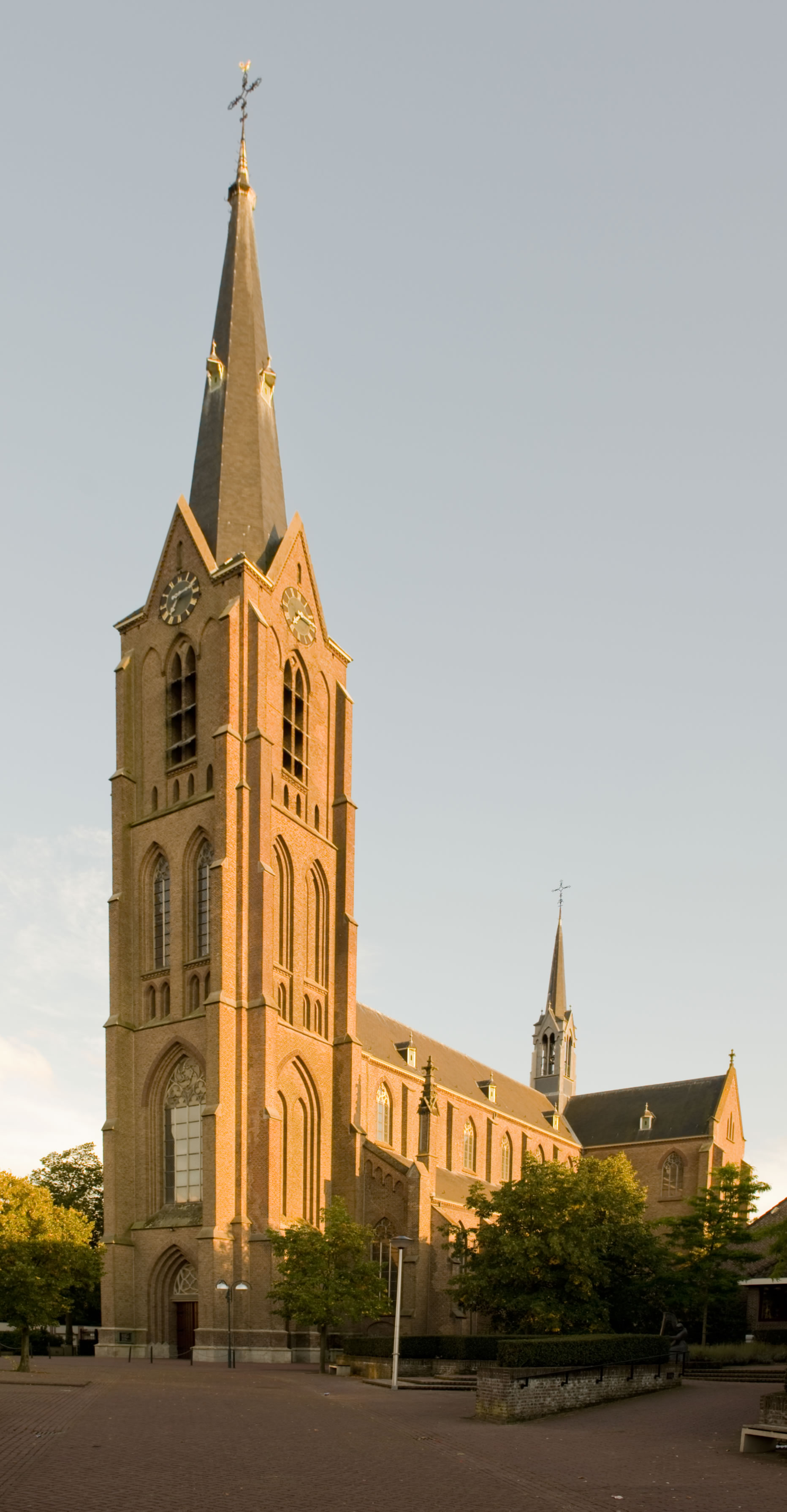
Церква у місті
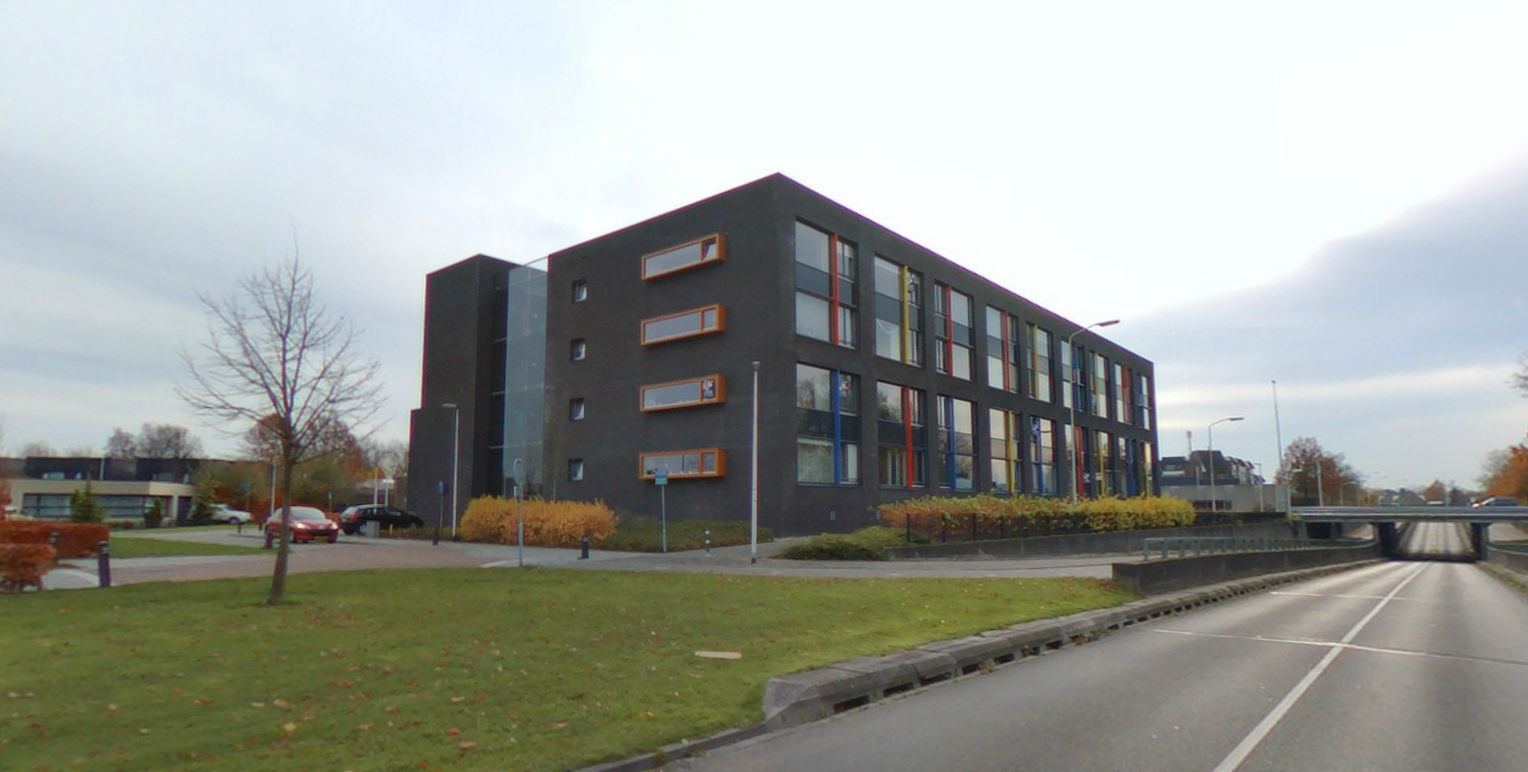
Багатоквартирний будинок
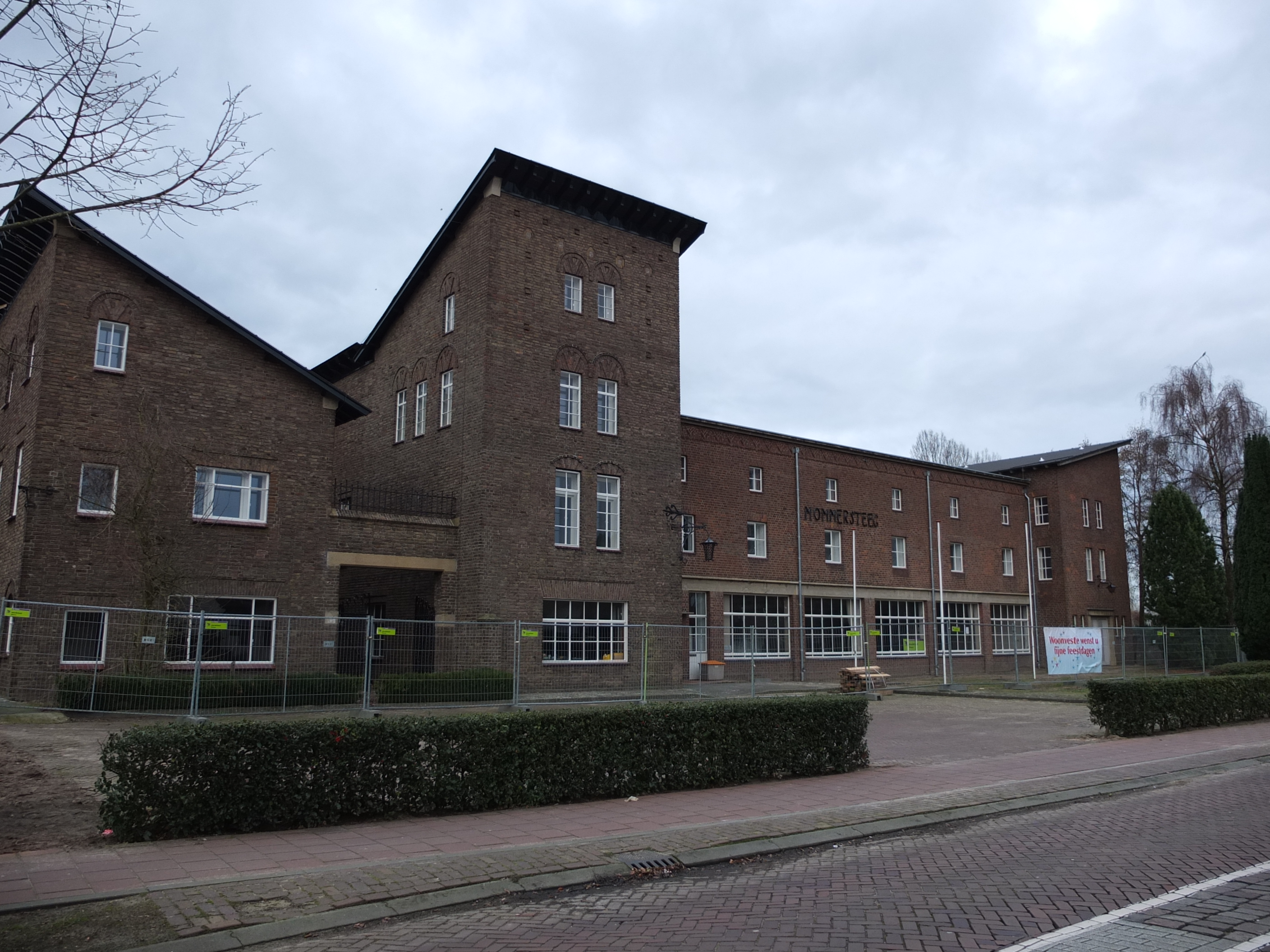
Адміністративна будівля